# Jaroslawa Dankowa

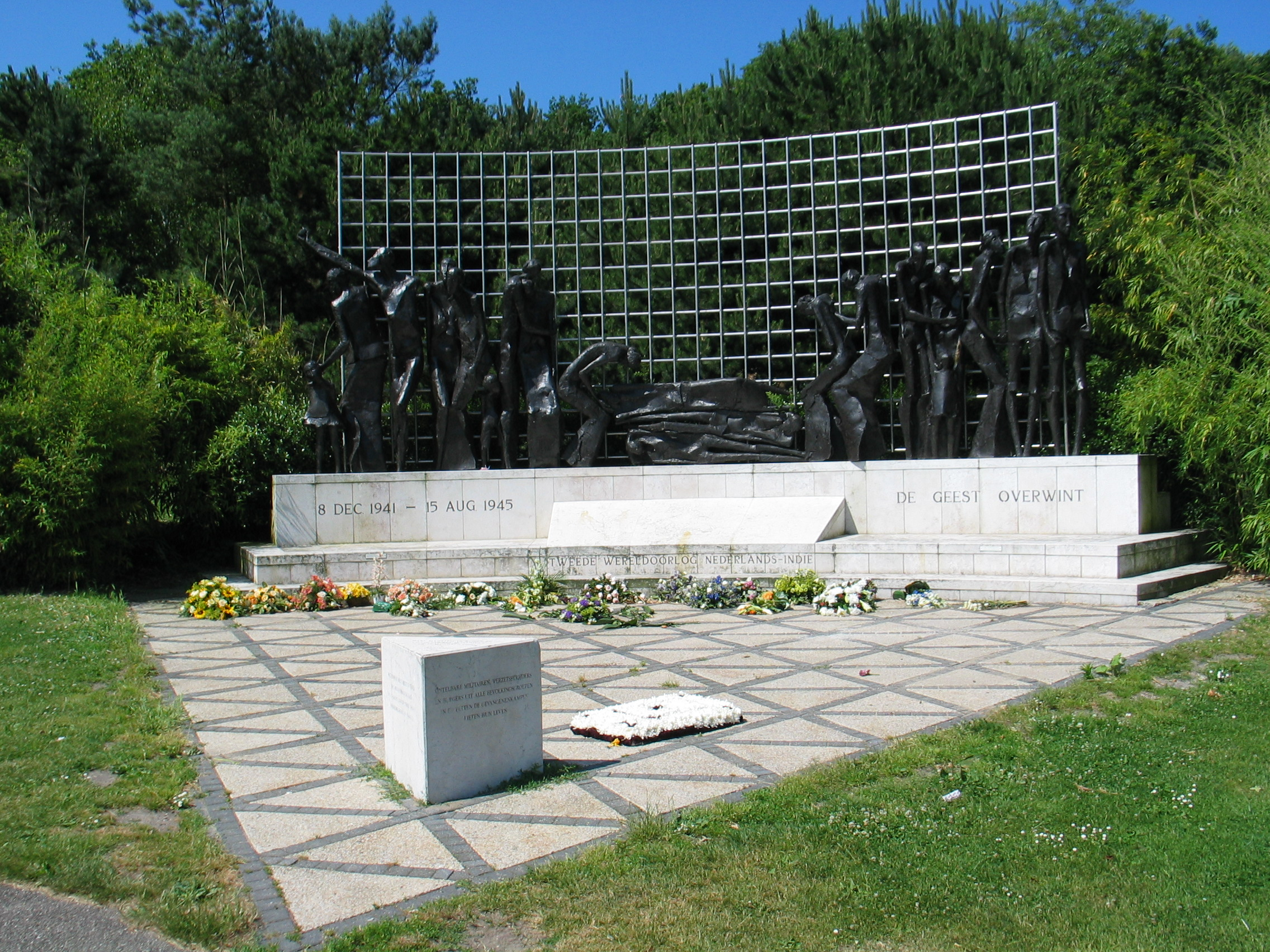
Het Indisch Monument (1988), Den Haag, door Jaroslawa Dankowa

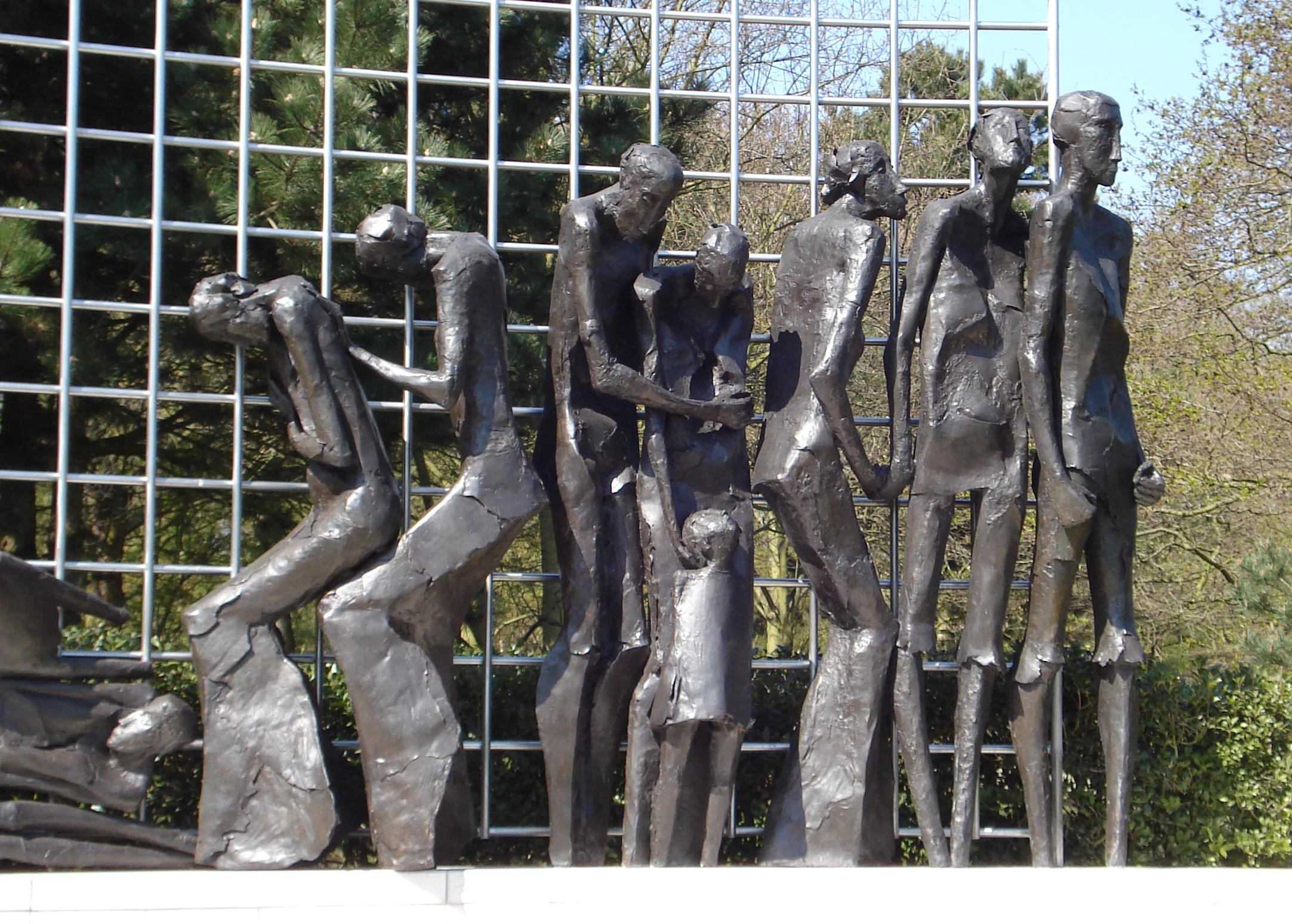
Detail Indisch Monument

Jaroslawa Petrowa Dankowa (Bulgaars: Ярослава Петрова Данкова), ook bekend als Jaroslawa van den Broek-Dankowa (Sofia, 16 februari 1925 - Den Haag, 12 februari 1999) was een in Bulgarije geboren Nederlandse beeldhouwster.

## Leven en werk
Dankowa ging na haar gymnasiumopleiding farmacie studeren in Praag, maar vluchtte in 1948 naar Nederland. Zij werd als beeldend kunstenaar opgeleid aan de Vrije Academie te Den Haag, waar ze in 1958 haar studie begon. Haar leermeester was Rudi Rooijackers. Zij is werkzaam geweest in Praag, Londen en in Nederland in Rotterdam, Voorburg en Den Haag. Zij was lid van de Haagsche Kunstkring en van Pulchri Studio.

## Werken
In diverse Nederlandse steden staan beelden van Dankowa in de publieke ruimte. Van haar beelden in Den Haag is het Indisch Monument uit 1988 het meest bekend. Dankowa heeft met dit beeld het leed van de Indische oorlogsslachtoffers tot uitdrukking gebracht. Een replica van dit beeld bevindt zich in de tuin van het Verzetsmuseum te Gouda. In 1995 werd de Indische Klok bij het monument geplaatst, maar op verzoek van Dankowa niet direct naast het door haar ontworpen monument. Zij wilde voorkomen dat beeld en klok als één geheel gezien zouden worden.